# Mesoleptidea mellea
Mesoleptidea mellea là một loài tò vò trong họ Ichneumonidae.